# 1718 год в музыке

## События
- Антонио Вивальди совершает концертный тур по Италии.
- Иоганн Кристоф Пепуш сменил Георга Фридриха Генделя, став капельмейстером при дворе герцога Чендосского.
- Иоганн Иоахим Кванц переселяется в Дрезден.
- 14-летний Карлос Сиксас (порт. Carlos Seixas), в будущем известный португальский композитор, сменил своего отца в качестве органиста в соборе Коимбры.

## Классическая музыка
- Уильям Бэйбел (англ. Уильям Babell) — The Harpsichord Master Improved.
- Георг Фридрих Гендель — оратория «Эстер» (англ. Esther).
- Франческо Манфредини (итал. Francesco Manfredini) — Concerti grossi, Op. 3: no 12 in C major «Christmas Concerto».

## Опера
- Туссен Бертин де ла Дуе (фр. Toussaint Bertin de la Doué) — «Суд Париса» (фр. Jugement de Paris).
- Антонио Мария Бонончини (итал. Antonio Maria Bononcini) — Astianatte and Griselda.
- Георг Фридрих Гендель — «Ацис и Галатея» (англ. Acis and Galatea).
- Никола Порпора — «Беренис, царица Египта» (итал. Berenice regina d'Egitto).
- Алессандро Скарлатти —
  - «Торжество чести» (итал. Il trionfo dell'onore).
  - «Телемах» (итал. Telemaco).
- Антонио Вивальди —
  - «Скандербег» (итал. Scanderbeg)
  - «Артабан, царь Парфии» (Artabano, re dei Parti)
  - «Армида в египетском лагере» (итал. Armida al campo d'Egitto).

## Родились
- 21 ноября — Фридрих Вильгельм Марпург, немецкий композитор, музыкальный критик и теоретик музыки (умер 22 мая 1795).

## Умерли
- 27 февраля — Вацлав Карел Голан Ровенский (чеш. Václav Karel Holan Rovenský), чешский композитор и органист (родился в 1644).
- Март — Ричард Бринд (англ. Richard Brind), английский органист и композитор (дата и год рождения не известны).
- 13 марта — Фридрих Николаус Браунс (нем. Friedrich Nicolaus Brauns), немецкий композитор, директор Hamburger Ratsmusik (родился 11 февраля 1637).
- 26 ноября — Бернардо Сабадини или Сабатини (итал. Bernardo Sabadini, Sabatini), итальянский оперный композитор (дата и год рождения не известны).